# Glucosinalbin
Glucosinalbin ist ein Glucosinolat, das insbesondere in weißem Senf vorkommt und für dessen scharfen Geschmack verantwortlich ist.

## Vorkommen

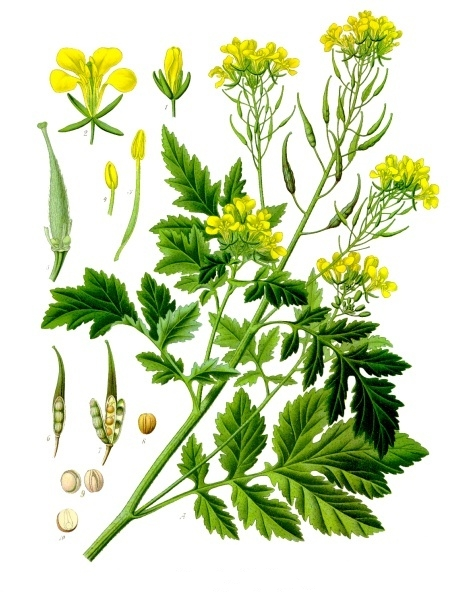
Weißer Senf (Sinapis alba): Dargestellt sind neben der ganzen Pflanze auch Blüte und Samenkörner

Glucosinalbin kommt im Weißen Senf (Sinapis alba) vor. Dort liegt es im Wesentlichen als quartäres Ammoniumsalz (Sinalbin) vor, wobei das zugehörige Kation Sinapin ist, ein Ester aus Sinapinsäure und Cholin. Glucosinalbin kommt auch in geringer Menge in Capparis ovata (Familie Kaperngewächse) vor.

## Synthese
Unter Katalyse von Ammoniumacetat können 4-Hydroxybenzaldehyd und Nitromethan zu 4-Hydroxy-ß-nitrostyrol kondensiert werden. Nach Schützung mit einer Acetylgruppe und Hydrierung wird das entsprechend geschützte 4-Hydroxyphenylacetaldehydoxim erhalten. Dieses kann durch Reaktion mit Chlor in ein N-Hydroxyimidoylchlorid überführt werden, welches durch Reaktion mit Triethylamin in situ ein Nitriloxid ergibt, was die Addition von  Tetraacetylglucopyranosylthiol erlaubt. Die Sulfatgruppe wird mittels Schwefeltrioxid-Pyridin eingeführt und die die Acetyl-Schutzgruppen mit Ammoniak in Methanol entfernt.

## Eigenschaften und biologische Bedeutung
Glucosinalbin dient der pflanzlichen Verteidigung. Durch seinen Abbau wird insbesondere durch Myrosinase das 4-Hydroxyphenylisothiocyanat gebildet. Dieses Isothiocyanat ist für den typischen scharfen Geschmack von Senf verantwortlich.
Einige Raupen, beispielsweise des Kleinen Kohlweißlings und verwandter Arten, können Glucosinalbin abbauen und entgiften. Zunächst wird es dabei in 4-Hydroxyphenylacetonitril umgewandelt (statt ein Isothiocyanat), dann sulfatiert.
Beim Abbau von Glucosinalbin kann außerdem Bisphenol F entstehen, vermutlich über das Intermediat 4-Hydroxybenzylalkohol, weshalb Bisphenol F in sehr geringen Mengen in mittelscharfem Senf nachgewiesen wurde.